# Piotr Piszczatowski
Piotr Piszczatowski (ur. 1971) – muzyk, aktor, z wykształcenia socjolog. 
Jako muzyk zajmuje się muzyką etniczną, improwizowaną, komponuje. Gra na akordeonie oraz na instrumentach perkusyjnych. Śpiewa. Zajmuje się również polskimi tańcami tradycyjnymi i jest wodzirejem tanecznym.
Gra w zespole Janusz Prusinowski Trio, współpracował z Kapelą Brodów z Węgajt, a w latach 90. XX w z kapelą warszawskiego Domu Tańca, którego jest współzałożycielem. 
Jego doświadczenia aktorskie związane są głównie ze Studium Teatralnym prowadzonym od 1997 roku przez Piotra Borowskiego. Uczestniczył w większości przedstawień, jest także kompozytorem muzyki do spektakli.
Jest synem aktora Andrzeja Piszczatowskiego. Mieszka w Warszawie.

## Dyskografia
- Janusz Prusinowski Trio, Mazurki, Wyd. Słuchaj uchem, 2008

## Muzyka
- Parsifal (2004), Studium Teatralne, Warszawa (reż. Piotr Borowski) - muzyka do spektaklu

## Filmografia
- Miasto (1996), Studium Teatralne, Warszawa (reż. Piotr Borowski) - obsada aktorska
- Człowiek (2001), Studium Teatralne, Warszawa (reż. Piotr Borowski) - obsada aktorska
- Parsifal (2004), Studium Teatralne, Warszawa (reż. Piotr Borowski)- obsada aktorska
- Hamlet (2005), Studium Teatralne, Warszawa (reż. Piotr Borowski)- obsada aktorska
- Henryk Hamlet Hospital (H.H.H.) (2006), Studium Teatralne, Warszawa (reż. Piotr Borowski)- obsada aktorska